# Archimede (pirocorvetta)
L'Archimede è stata una pirofregata (successivamente pirocorvetta) della Real Marina del Regno delle Due Sicilie, successivamente acquisita dalla Regia Marina.

## Storia

### Caratteristiche e costruzione
Costruita tra il 1842 ed il 1845 nei cantieri di Castellammare di Stabia per conto della Real Marina del Regno delle Due Sicilie, seguiva al vascello a due ponti Archimede (1795-1815) della stessa marina.
L'unità era gemella dell’Ercole, ed era una delle prime due navi da guerra a vapore costruite nel Regno delle Due Sicilie. L'apparato propulsivo era costituito da quattro caldaie tubolari Gruppy e da una macchina alternativa a vapore Maudslay & Field, che imprimeva la potenza di 300 CV a due ruote a pale laterali articolate tipo Morgan, permettendo una velocità di 7 nodi ed un'autonomia, a tale velocità, di 192 ore.
La nave aveva inoltre due alberi a vele quadre (armamento velico a brigantino), il secondo dei quali, l'albero maestro, divenne poi a vele auriche (brigantino goletta). L'armamento si componeva in origine di dieci bocche da fuoco: un cannone a canna liscia da 117 libbre, uno da 60 libbre, quattro obici lisci Paixhans da 30 libbre ed altrettanti in bronzo da 12 libbre.

### Storia operativa
Nel 1848-1849, durante la rivolta indipendentista della Sicilia, la nave, al comando del capitano di fregata Viglieco, venne più volte inviata in Sicilia per reprimere la ribellione. Nell'aprile del 1849 la pirofregata bombardò Taormina, Messina e Catania e, per ordine del comandante di squadra, tolse dalla bandiera i colori nazionali che vi erano stati aggiunti nel febbraio 1848 in seguito alla proclamazione dello Statuto. Il 2 aprile l'unità, insieme alle pirofregate Roberto e Carlo III, si portò nelle acque di tra Schisò e Taormina, che si arrese l'indomani sera.
Successivamente la pirofregata effettuò numerose crociere nelle acque del Mar Mediterraneo, fino all'11 febbraio 1851, quando entrò nei cantieri di Castellammare per esservi sottoposta a lavori di grande manutenzione.
Nel 1854 l’Archimede, al comando del capitano di fregata Gonzales, prese a rimorchio il brigantino statunitense Golden Rule, impedendo che naufragasse: per questa coraggiosa azione il Congresso di Washington insignì il comandante Gonzales di Medaglia d'oro al merito.
Il 20 aprile 1860, durante i moti siciliani che precedettero l'impresa dei Mille, l’Archimede venne inviata a perlustrare, insieme alla pirocorvetta Stromboli, la costa tra Mazara e Capo Passero. Il 27 maggio 1860, giorno dell'attacco garibaldino a Palermo, l’Archimede, al comando del capitano di fregata Carlo Flores ed assegnata alla squadra del brigadiere Luigi Chrétien, si trovava nel porto siciliano.
Il 21 agosto 1860 la pirofregata cannoneggiò Torre Faro e catturò nello stretto di Messina, insieme ai rispettivi equipaggi e comandanti, circa quindici barche reduci dallo sbarco dei garibaldini della Divisione Cosenz a Favazzina.
Successivamente, il 7 settembre 1860, la pirofregata, che si trovava a Napoli, disobbedì all'ordine di seguire Francesco II a Gaeta, e passò alla Marina sarda, come la maggior parte della flotta del Regno delle Due Sicilie.
Il 7 gennaio 1861, nel corso del lungo assedio di Gaeta, la nave trasportò da Genova a Mola di Gaeta un battaglione sardo-piemontese a rinforzo delle truppe assedianti.
Il 17 marzo 1861 l’Archimede venne incorporata nella neocostituita Regia Marina. L'armamento venne ridotto a sei pezzi da 160 mm (40 libbre), quattro a canna liscia e due a canna rigata.
L'11 dicembre 1862 l'unità venne inviata a Rodi Garganico, nel luogo dove due giorni prima era naufragato il rimorchiatore San Pietro di cui recuperò i rottami, trasportandoli poi ad Ancona.
Nel giugno 1863 la nave venne declassata a pirocorvetta. In quello stesso anno l’Archimede portò soccorso al piroscafo italiano Cairo, incagliato presso Bari, e qualche tempo dopo (durante lo stesso anno) alla pirofregata Garibaldi, incagliata presso Brindisi.
Negli anni successivi la nave fu tra le più attive nelle crociere nel Mediterraneo, trascorrendo anche vari periodi in disarmo.
Nel maggio 1879 la pirofregata subì una nuova sostituzione dell'armamento, che divenne composto da un cannone a canna rigata da 179 libbre e quattro da venti libbre. Al comando del capitano di fregata Raffaele Cabarra, l’Archimede venne quindi inviata (1879) in America Latina come stazionaria, per proteggere gli interessi delle comunità italiane là stabilitesi. Nell'occasione la nave risalì il Paranà. Dopo lo scoppio della guerra tra Cile e Perù, la pirofregata attraversò lo stretto di Magellano e si trasferì così nell'Oceano Pacifico, quindi, dopo aver stazionato per diverso tempo in Perù, venne inviata a Panama, dove comandante ed equipaggio vennero sostituiti con personale appena giunto dall'Italia sul trasporto Città di Genova. Con un nuovo equipaggio, l’Archimede fece rotta verso sud e stazionò nei porti del Cile, recandosi più volte anche in Ecuador.
Ormai obsoleta ed usurata, la vecchia nave, con lo scafo troppo malconcio per poter convenientemente riattraversare l'oceano e tornare in Italia, venne disarmata nell'agosto 1883 a Callao, dove il 30 novembre di quell'anno, giorno della radiazione, avvenne l'ultimo ammainabandiera. L'equipaggio tornò in Italia sul pirotrasporto Conte di Cavour, mentre l’Archimede venne ceduta per demolizione ai fratelli Barabino & C. di Callao, al prezzo di 173.230 lire.
Nel corso dei 37 anni di servizio della nave si erano succeduti venti comandanti: nove borbonici, due sardi e nove italiani.